# Frigiliana
Frigiliana est une commune de la province de Malaga dans la communauté autonome d'Andalousie en Espagne. Frigiliana appartient à l'association Les Plus Beaux Villages d'Espagne.

## Géographie
La ville couvre une superficie de 1 019 km2. Elle est limitée à l'ouest par les reliefs des montagnes de Malaga et au sud par la mer Méditerranée dans le versant sud de cette dernière à 300 mètres d'altitude, se trouve la ville de Frigiliana.

## Population
| 1991  | 1996  | 2001  | 2005  | 2007  | 2008  | 2011  | 2012  |
| ----- | ----- | ----- | ----- | ----- | ----- | ----- | ----- |
| 2 169 | 2 149 | 2 213 | 2 576 | 2 834 | 2 978 | 3 273 | 3 360 |

## Administration
| Période                                  | Période | Identité                 | Étiquette | Qualité |
| ---------------------------------------- | ------- | ------------------------ | --------- | ------- |
| 1979                                     | 1983    | Antonio Navas Acosta     | UCD       |         |
| 1983                                     | 1987    | José Manuel Acosta Pérez | PSA       |         |
| 1987                                     | 1991    | Antonio Fernández Vera   | PSOE-A    |         |
| 1991                                     | 1995    | Antonio Fernández Vera   | PSOE-A    |         |
| 1995                                     | 1999    | Javier López Ruiz        | PA        |         |
| 1999                                     | 2003    | Javier López Ruiz        | PA        |         |
| 2003                                     | 2007    | Javier López Ruiz        | PA        |         |
| 2007                                     | 2011    | Javier López Ruiz        | PA        |         |
| 2011                                     | -       | Javier López Ruiz        | PA        |         |
| Les données manquantes sont à compléter. |         |                          |           |         |

## Communes voisines
Cómpeta, fameux pour son vin, ou Torrox, connu pour ses tombes phéniciennes près du phare. À six kilomètres vers la Costa, se trouve Nerja, ses plages magnifiques et les Grottes de Nerja mondialement connues et incomparables.
Vélez-Málaga,Algarrobo (Espagne)
| Cómpeta   |            |                |
| Sayalonga | Frigiliana |                |
| Torrox    | Nerja      | Rio de La Miel |

## Festival Frigiliana 3 Culturas
Ce festival a lieu tous les ans pendant quelques jours au mois d'août. Il célèbre l'histoire multiculturelle de l'Espagne qui est sous influence arabe, juive et chrétienne à travers la Ruta de la Tapa, rue où pour 2 euros on peut manger des spécialités venues des trois cultures, le cinéma, le spectacle de rue, la danse, la musique, Manu Chao est notamment venu donner un concert.
En 2016 ce festival a réuni 35 000 personnes et il a été créé en 2006.
Les concerts ont lieu dans la Casa del Apero, édifice du XVIIe siècle et actuellement Maison de la Culture, ou dans El Parque de Andalucia.

## Galerie

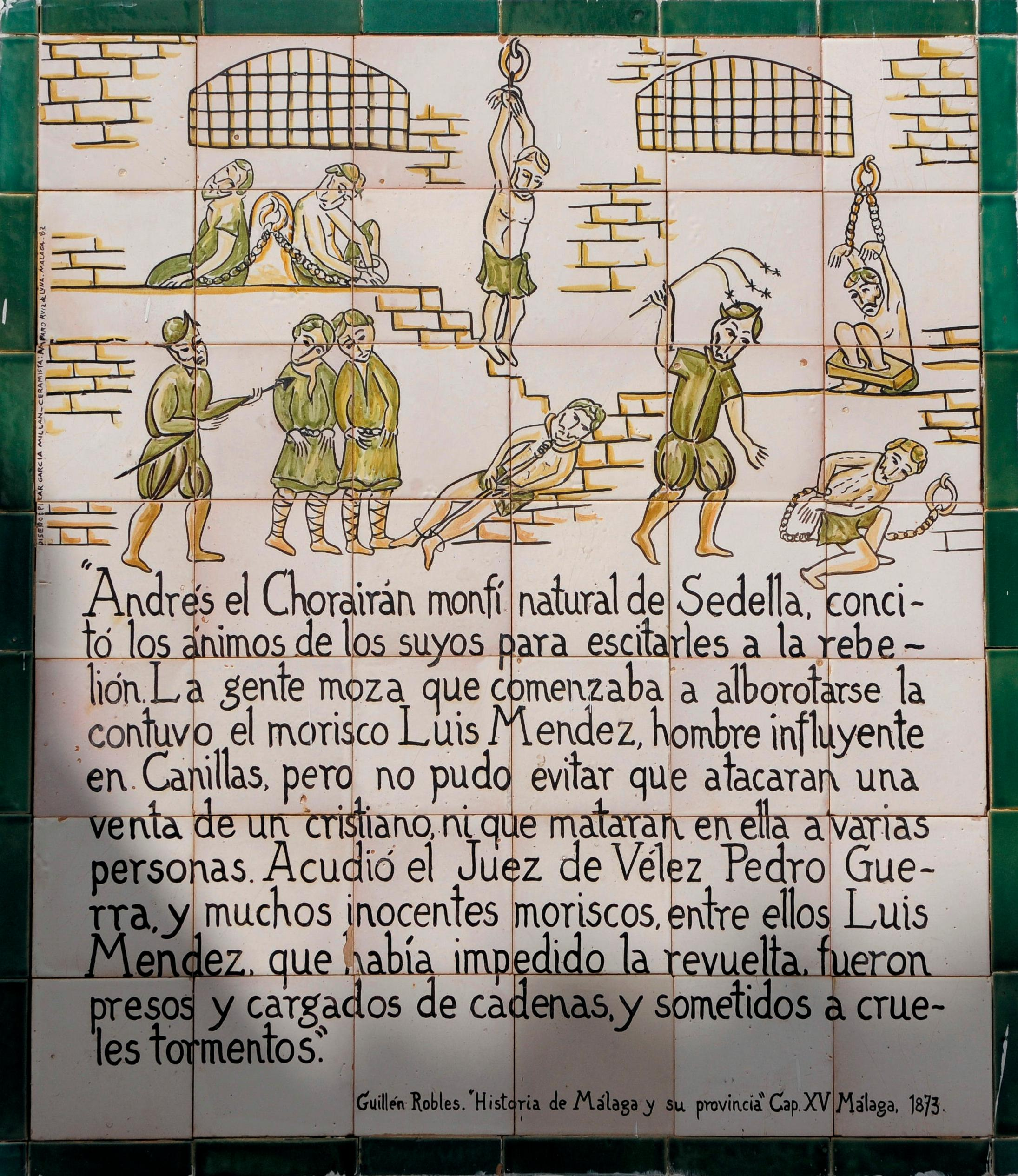
Plaque rappelant le traitement des Morisques
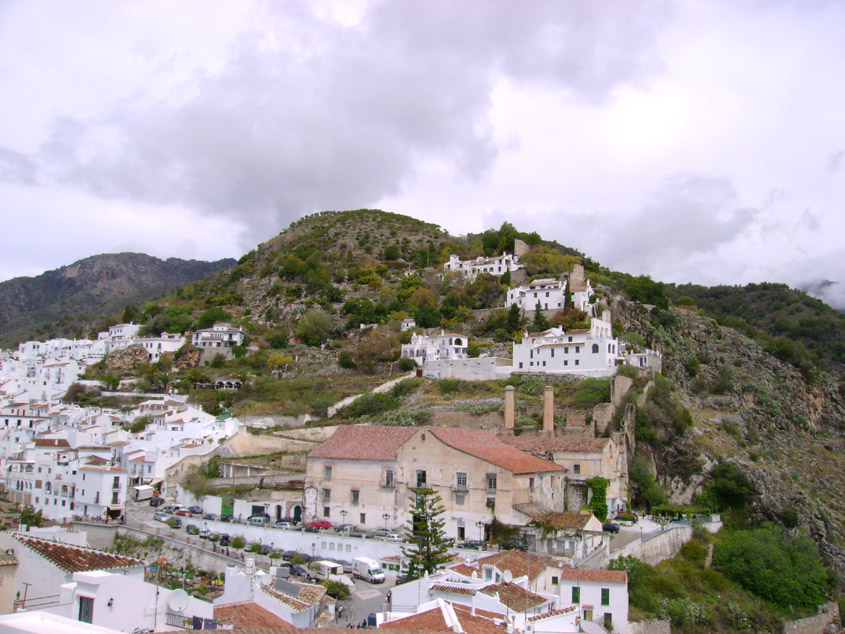
Vue générale
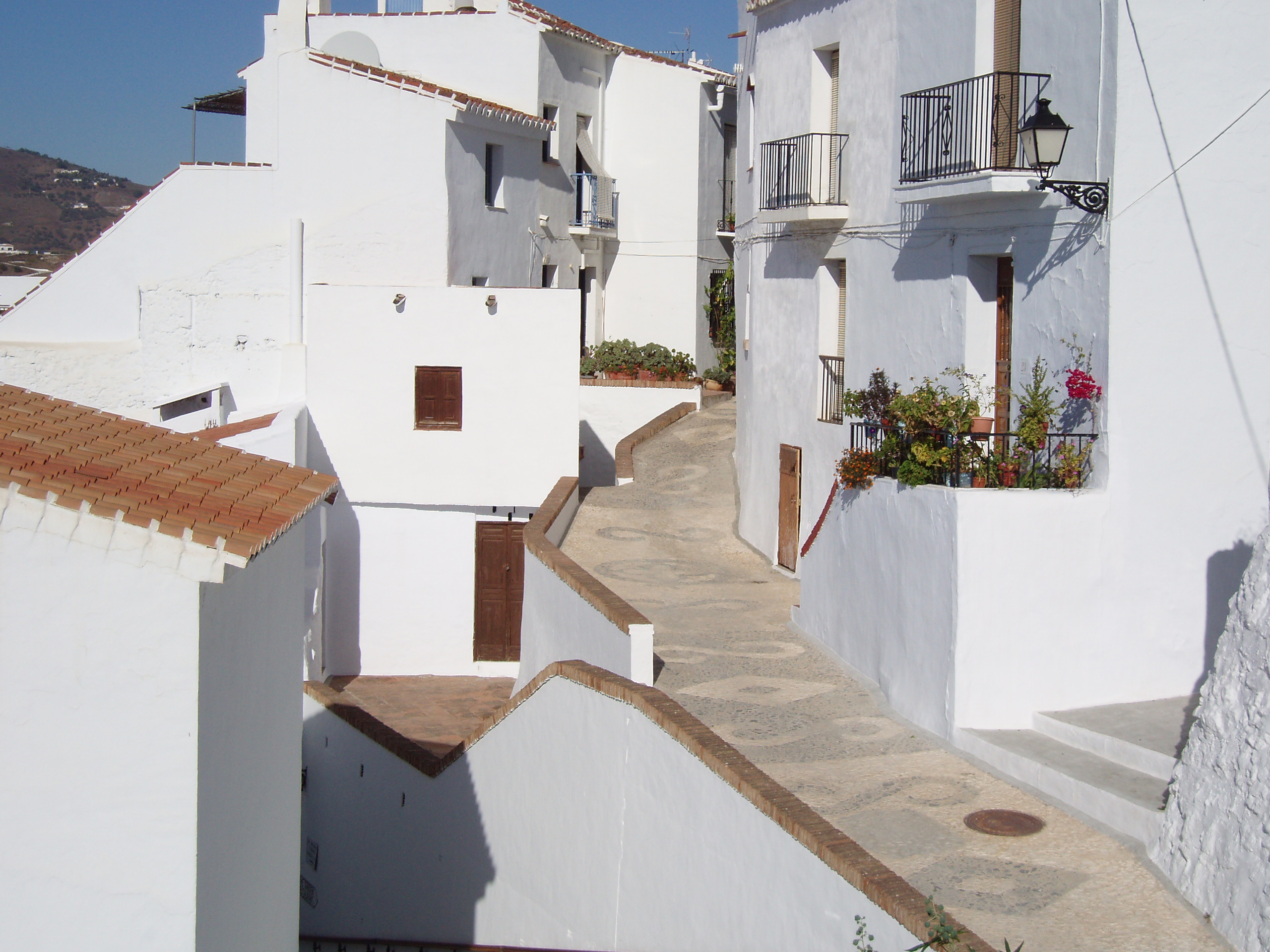
Ruelle sinueuse
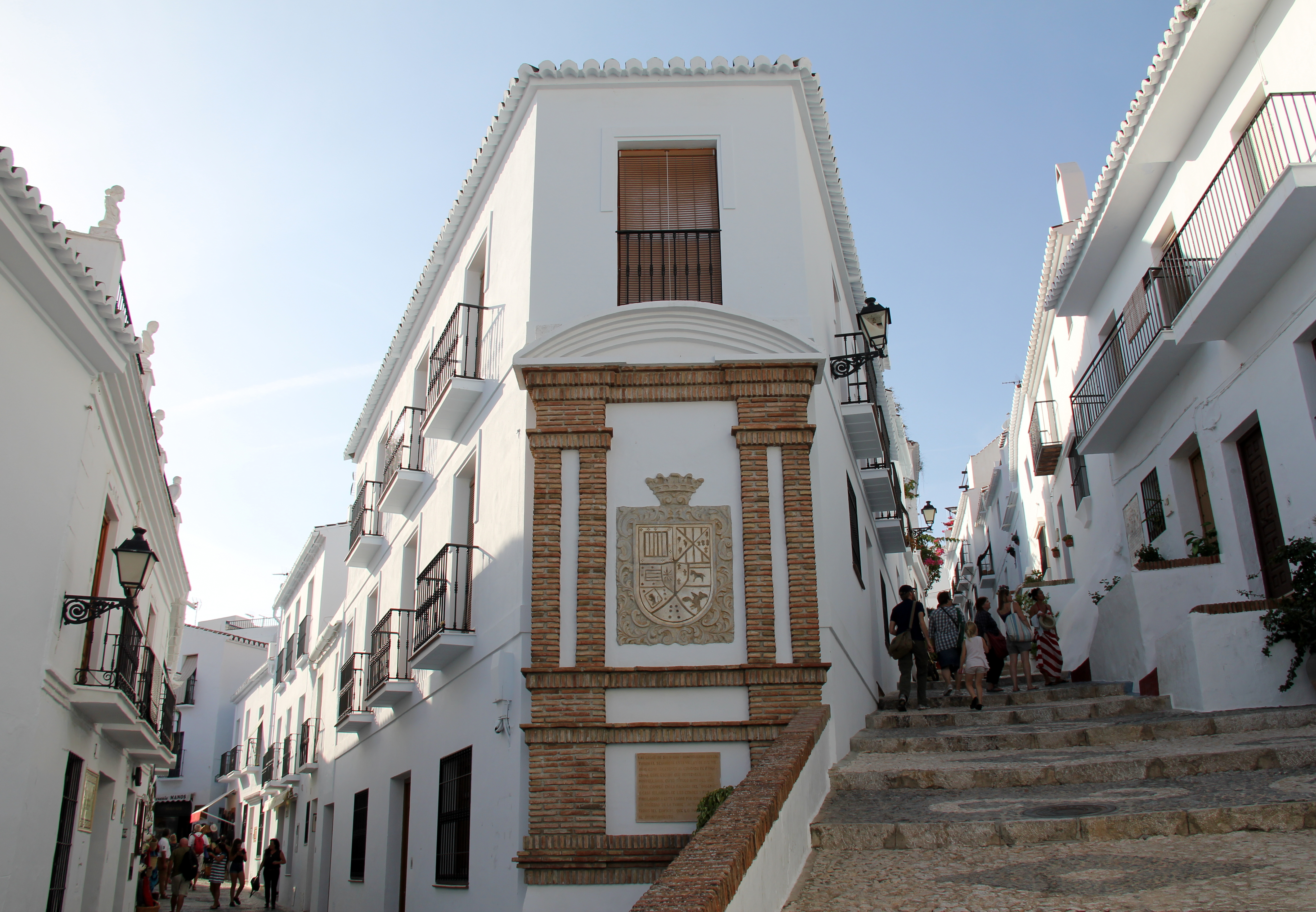
Montée
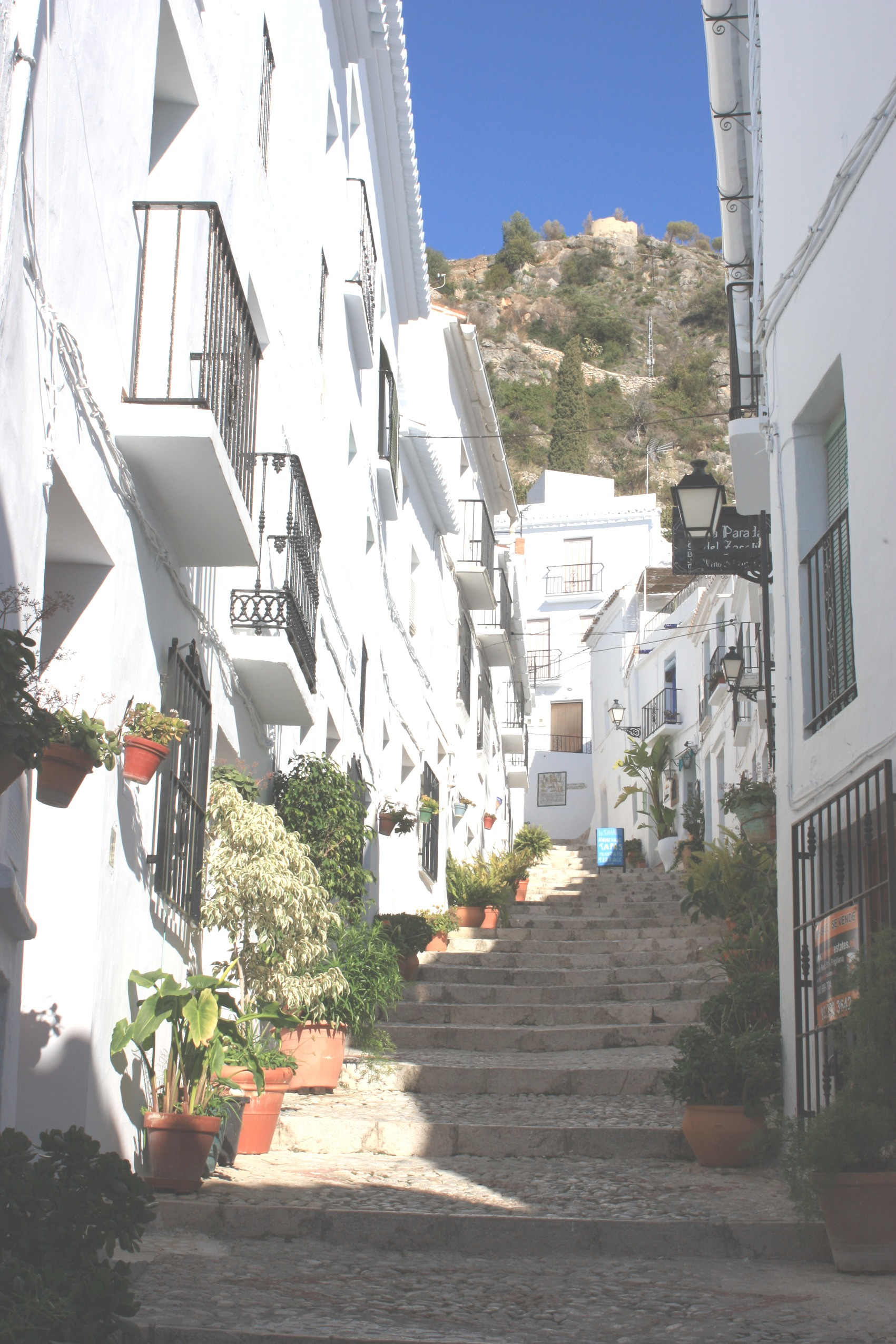
Escalier